# راي شارب (موسيقي)
راي شارب (بالإنجليزية: Ray Sharpe)‏ هو موسيقي ومغني ومغن مؤلف أمريكي، ولد في 8 فبراير 1938 في فورت وورث في الولايات المتحدة.

## وصلات خارجية
- راي شارب على موقع ميوزك برينز (الإنجليزية)
- راي شارب على موقع أول ميوزيك (الإنجليزية)
- راي شارب على موقع ديسكوغز (الإنجليزية)